# Sabrina Viguier

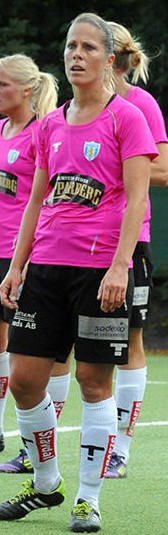
Viguier beim Kopparbergs/Göteborg FC (2014)

Sabrina Viguier (* 4. Januar 1981 in Rodez) ist eine ehemalige französische Fußballspielerin, die seither auch als Trainerin arbeitet.

## Vereinskarriere
Viguier begann ihre Karriere im Alter von sechs Jahren beim Verein US Laissac-Bertholène. 1995 wechselte sie zu FCF Lioujas-La Loubière, bevor sie sich 1999 dem Toulouse OAC anschloss, der ab 2001/02 im FC Toulouse aufging. Mit den beiden Toulouser Frauschaften gewann die Abwehrspielerin 2000, 2001 und 2002 die französische Meisterschaft und 2002 den Pokal. Von 2006 bis 2010 spielte sie für HSC Montpellier und konnte dort 2007 und 2009 erneut den Pokal gewinnen. Von 2010 bis März 2014 spielte sie für Olympique Lyon, mit dem sie 2011 französische Meisterin und Siegerin der Champions League wurde; 2012 stand sie erneut in der siegreichen Champions-League-Finalelf, gewann zudem in Frankreich ihren fünften Meister- und ihren vierten Landespokaltitel.
Von April bis zum Jahresende 2014 trug Sabrina Viguier den Dress von Kopparbergs/Göteborg FC. Ab Januar 2015 spielte sie wieder in Frankreichs höchster Frauenliga, wo sie sich der AS Saint-Étienne anschloss. 2016 beendete sie ihre Karriere auf diesem Niveau.

## In der Nationalelf
Am 18. November 2000 debütierte Viguier bei einem Spiel gegen Griechenland in der französischen Nationalmannschaft. Sie zählte bei drei Europameisterschaften (2001, 2005 und 2009) zum Aufgebot, wurde allerdings nur 2009 auch eingesetzt. Bei der Weltmeisterschaft 2003 brachte sie es auf drei Einsätze. Sie stand auch in Frankreichs Kader bei der Weltmeisterschaft 2011 in Deutschland, wurde dort in zwei Begegnungen berücksichtigt und mit den Bleues WM-Vierter. Sie gehörte zum französischen Olympiaaufgebot 2012, spielte bei diesem Turnier aber nur noch in einer Partie. Danach haben Nationaltrainer Bruno Bini und dessen Nachfolger Philippe Bergeroo sie nicht mehr berufen. In insgesamt 92 Länderspielen erzielte Sabrina Viguier ein Tor (letztes Spiel: 31. Juli 2012).

## Trainertätigkeiten
Nach Erwerb ihrer Übungsleiterlizenz arbeitete Sabrina Viguier ab 2017 zunächst als Assistenztrainerin beim Erstligisten AF Rodez in ihrer Heimatstadt. Dort wurde sie anschließend zur Chefin befördert. Der Vertrag galt für die Saison 2018/19, nach Rodez’ Abstieg wurde er nicht verlängert. Dafür trat sie Ende August 2019 die Stelle als verantwortliche Koordinatorin aller Mädchennationalteams bei der Fédération Française de Football an. Seit September 2024 arbeitet sie zudem als Co-Trainerin an der Seite von Laurent Bonadei bei Frankreichs A-Nationalfrauschaft.

## Nachweise
1. ↑  siehe die Meldung vom 1. April 2014 bei footofeminin.fr
2. ↑  siehe die Meldung vom 17. Dezember 2014 bei footofeminin.fr
3. ↑  Artikel „Jugendauswahlen – Veränderungen in den Leitungspositionen“ vom 28. August 2019 bei footofeminin.fr

| Personendaten    | Personendaten                 |
| ---------------- | ----------------------------- |
| NAME             | Viguier, Sabrina              |
| KURZBESCHREIBUNG | französische Fußballspielerin |
| GEBURTSDATUM     | 4. Januar 1981                |
| GEBURTSORT       | Rodez                         |